# Křivatec český pravý
Křivatec český pravý (Gagea bohemica subsp. bohemica) je rostlina z čeledi liliovité, kriticky ohrožený druh, středoevropský endemit, rostlina suchých teplých stanovišť, kvete brzy zjara (březen–duben), žluté květy, množí se vegetativně, netvoří semena. V Česku se vyskytuje na několika místech v okolí Prahy a na jižní Moravě. Roste na skalních stepích, skálách a v rozvolněných xerotermních trávnících. Vyžaduje velmi suché, mělké, jemnozemní a živinami chudé půdy na kyselých až neutrálních, vždy nevápnitých horninách. Bývá vázán na zcela volná nebo jen mechorosty porostlá místa. Je výrazně heliofilní a nesnáší zastínění dřevinami. Zejména pod duby v jejich opadu velmi rychle ustupuje.